# Noubkheseb
Noubkheseb ou Noubkhesbed (« Or et lapis-lazuli ») est une ancienne reine égyptienne de la XXe dynastie. Elle est la grande épouse royale du pharaon Ramsès VI et la mère du pharaon Ramsès VII, de la princesse Iset (divine adoratrice d'Amon) et des princes Amonherkhépeshef et Panebenkemyt.
Elle est mentionnée dans la tombe KV13 de son fils Amonherkhépeshef et sur une stèle de sa fille Iset à Coptos.